# Pernek
Pernek (szlovákul Pernek, németül Bäreneck) község Szlovákiában, a Pozsonyi kerületben, a Malackai járásban.

## Fekvése
Pozsonytól 32 km-re északra fekszik.

## Története
1206-ban "Misle" néven említik először. 1231-ben "Mislen" alakban szerepel. Ez a Misle nevű falu a tatárjárás során elpusztult és később már Pernek néven telepítették újra. A Pernek név 1394-ben bukkan fel először "Perneck" alakban. A falu a detrekői uradalomhoz tartozott, a Fuggerek, a Balassák és a Pálffyak birtokolták. Határában a 17. század végéig aranyat és ezüstöt bányásztak. 1663-ban a Bécs ellen vonuló török sereg dúlta fel a települést.
Vályi András szerint „PERNEK. Tót falu Poson Vármegyében, földes Ura Gróf Pálfy Uraság, lakosai katolikusok, fekszik hegyek, és erdők között, határja 2 nyomásbéli, rozsot, árpát terem, szőleje nints, erdeje van, piatza Bazinban, első osztálybéli.”
Fényes Elek szerint „Pernek, tót falu, Poson vgyében, erdők közt, a Kárpát hegye alatt, Posontól 4 mfd. Számlál 1079 kath., 17 zsidó lak. Kath. paroch. templommal. Határában van egy piskolcz-bánya, sőt ezelőtt aranyra és ezüstre is dolgoztak, de most már ez el mult. F. u. h. Pálffy. Ut. p. Malaczka.”
A trianoni békeszerződésig Pozsony vármegye Pozsonyi járásához tartozott. Az első világháború idején a községtől 3 km-re északkeletre antimonbánya működött.

## Népessége
| Év:            | 1994. | 2004.   | 2014.   | 2024.   |
| -------------- | ----- | ------- | ------- | ------- |
| Emberek száma: | 742   | 793     | 846     | 899     |
| Eltérés:       |       | +6,87 % | +6,68 % | +6,26 % |

| Év:            | 2023. | 2024.   |
| -------------- | ----- | ------- |
| Emberek száma: | 908   | 899     |
| Eltérés:       |       | -0,99 % |

1910-ben 1006, túlnyomóan szlovák lakosa volt.
2011-ben 809 lakosából 767 szlovák.

## Nevezetességei
A Szentlélek tiszteletére szentelt római katolikus temploma 1672-ben épült.